# Buchenberger Bäck

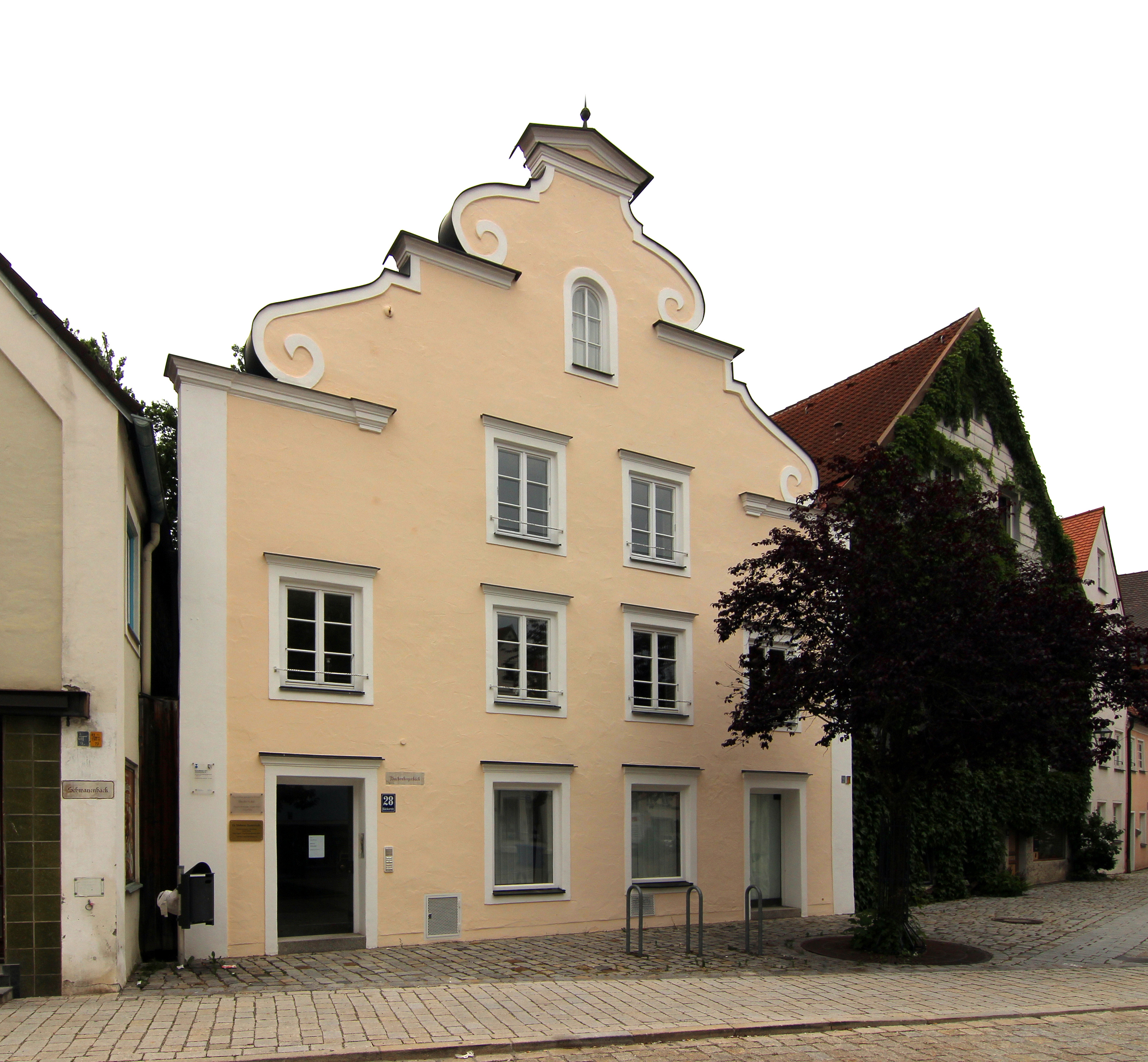
Buchenberger Bäck, Kempten

Der ehemalige Buchenberger Bäck mit der Anschrift Bäckerstraße 28 ist ein barockes Wohnhaus mit Schweifgiebelfassade. Erbaut wurde das Haus in der ersten Hälfte des 18. Jahrhunderts. Die neubarocke Putzgliederung wurde um 1900 hinzugefügt.